# Dvorečky
Dvorečky (německy Krainhof) jsou osada, část města Kynšperk nad Ohří v okrese Sokolov v Karlovarském kraji. Nachází se asi 3,5 kilometru jihovýchodně od Kynšperku nad Ohří. Prochází zde silnice II/212. Jsou zde evidovány čtyři adresy. V roce 2011 zde trvale žilo sedm obyvatel.
Dvorečky leží v katastrálním území Zlatá u Kynšperka nad Ohří o výměře 4,33 km².

## Historie
První písemná zmínka o vesnici pochází z roku 1525.

## Obyvatelstvo
Při sčítání lidu v roce 1921 zde žilo 93 obyvatel, všichni německé národnosti, kteří se hlásili k římskokatolické církvi.
| Rok            | 1869 | 1880 | 1890 | 1900 | 1910 | 1921 | 1930 | 1950 | 1961 | 1970 | 1980 | 1991 | 2001 | 2011 | 2021 |
| -------------- | ---- | ---- | ---- | ---- | ---- | ---- | ---- | ---- | ---- | ---- | ---- | ---- | ---- | ---- | ---- |
| Počet obyvatel | 115  | 102  | 79   | 92   | 91   | 93   | 115  | 2    | 10   | 13   | 9    | -    | 5    | 7    | 6    |
| Počet domů     | 19   | 18   | 18   | 16   | 17   | 17   | 18   | 1    | -    | 2    | 3    | -    | 4    | 4    | 4    |

## Obecní správa
Při sčítání lidu v letech 1850–1889 Dvorečky byly osadou obce Kamenný Dvůr v okrese Falknov. V letech 1890–1949 byly osadou obce Libava v okrese Falknov nad Ohří (v letech 1890–1910 Falknov). V letech 1950–1959 byly osadou obce Štědrá v okrese Sokolov. Od roku 1960 jsou částí města Kynšperk nad Ohří v okrese Sokolov.